# Мавзолей Сундета
Мавзолей (кумбез) Сундета (каз. Сүндет күмбезі) — памятник архитектуры второй половины XIX века, расположенный в Байганинском районе Актюбинской области в 30 км к северо-северо-западу от поселка Оймауыт, на левом берегу реки Эмба. Построен народным мастером Даулетниязом. В 1982 году мавзолей Сундета был включен в список памятников истории и культуры Казахской ССР республиканского значения и взят под охрану государства.

## Архитектура
Кумбез Сундета представляет собой купольно-центрический мавзолей. Высота здания 6 м. В плане здание мавзолея представляет собой восьмигранник с подчёркнуто юго-западной гранью (парапет и входное окно). Стены сооружения напоминают остов юрты, на котором покоится купол на цилиндрическом барабане. В интерьере в каждой грани устроены по две ниши. Плоскости украшены контурным орнаментом с покраской. У северо-восточной грани находится надгробие типа койтас, у восточной грани — кулпытас (надгробный памятник в виде вертикальной стелы).